# داستان عشق خانگی
داستان عشق خانگی (انگلیسی: Homemade Love Story؛‏ کره‌ای: 오! 삼광빌라!) یک مجموعه تلویزیونی محصول کره جنوبی سال ۲۰۲۰ با بازی جین کی جو و لی جانگ وو است. این مجموعه از ۱۹ سپتامبر ۲۰۲۰ تا ۷ مارس ۲۰۲۱، روزهای شنبه و یکشنبه ساعت ۱۹:۵۵ تا ۲۱:۱۵ (کی‌اس‌تی) از کی‌بی‌اس۲ پخش شد.

## بازیگران

### اصلی
- جین کی جو در نقش لی بیت‌چه‌اون
  - پارک سو کیونگ در نقش جوانی لی بیت‌چه‌اون
- لی جانگ وو در نقش وو جه هی

### مکمل

#### خانواده لی
- جون این هوا در نقش لی سون جونگ
- بونا در نقش لی هه دون
- ریو اون در نقش لی را هون

#### خانواده وو
- جونگ بو سوک در نقش وو جونگ هو
- جین کیونگ در نقش جونگ مین جه

#### خانواده کیم
- هوانگ شین هه در نقش کیم جونگ وون
- هان بو روم در نقش جانگ سو آه
- دونگ ها در نقش جانگ جون آه

#### مستأجرهای ویلای سام‌کوانگ
- کیم سون یونگ در نقش لی مان جونگ
- این گیو جین در نقش کیم هواک سه
- جون سونگ وو در نقش هوانگ نا رو
- کیم شی اون در نقش چا با رون

### سایر
- مون جی هو در نقش لی جونگ وو
- اوم هیو سوپ در نقش پارک پیل هونگ
- جونگ جه سون در نقش لی چون سوک
- لی سونگ هیونگ در نقش جونگ مین سوک
- لی دونگ تونگ در نقش یو هیون
- شیم یونگ اون
- پارک جونگ اون
- پارک جونگ وون
- پارک جونگ مین
- پارک سو یون
- کانگ اون آه
- جون اون می